# Angelo Angelucci
Angelo Angelucci (Roccalvecce, 14 gennaio 1816 – Torino, 5 luglio 1891) è stato un architetto italiano.

## Biografia
Angelo Angelucci intraprese la carriera militare come cannoniere volontario nel reggimento di artiglieria dell'esercito pontificio e arrivò all'esercizio dell'architettura in età relativamente tarda, dopo gli studi a Roma e all'Accademia di Perugia. Dal 1862 fu direttore del Museo nazionale di artiglieria a Torino con il grado di capitano.
Su incarico del vescovo di Senigallia realizzò, nel 1851, il cimitero di Morro d'Alba. Nel 1859 si stabilì a Jesi per seguire i lavori di restauro della chiesa di San Marco. Sempre a Jesi realizzò il tempietto della Misericordia, ampliò e ristrutturò il settecentesco palazzo Pianetti, realizzò la chiesa di Santa Margherita delle monache Benedettine di Fabriano, la torre campanaria del duomo di quella città ed il restauro della facciata della chiesa degli Agostiniani di Corinaldo. Adattò, inoltre, un edificio comunale a Morro d'Alba come caserma dei carabinieri, ristrutturò diverse abitazioni a Cingoli e ad Ostra, progettò la sistemazione e l'arredo di un pubblico passeggio a Foligno denominato "il Canapé" ed una fontana onoraria da erigersi presso San Ercolano di Perugia.

## Opere
- Stazioni lacustri del lago di Varese, Como, Giorgetti, 1863.